# Булочница из Алжубарроты

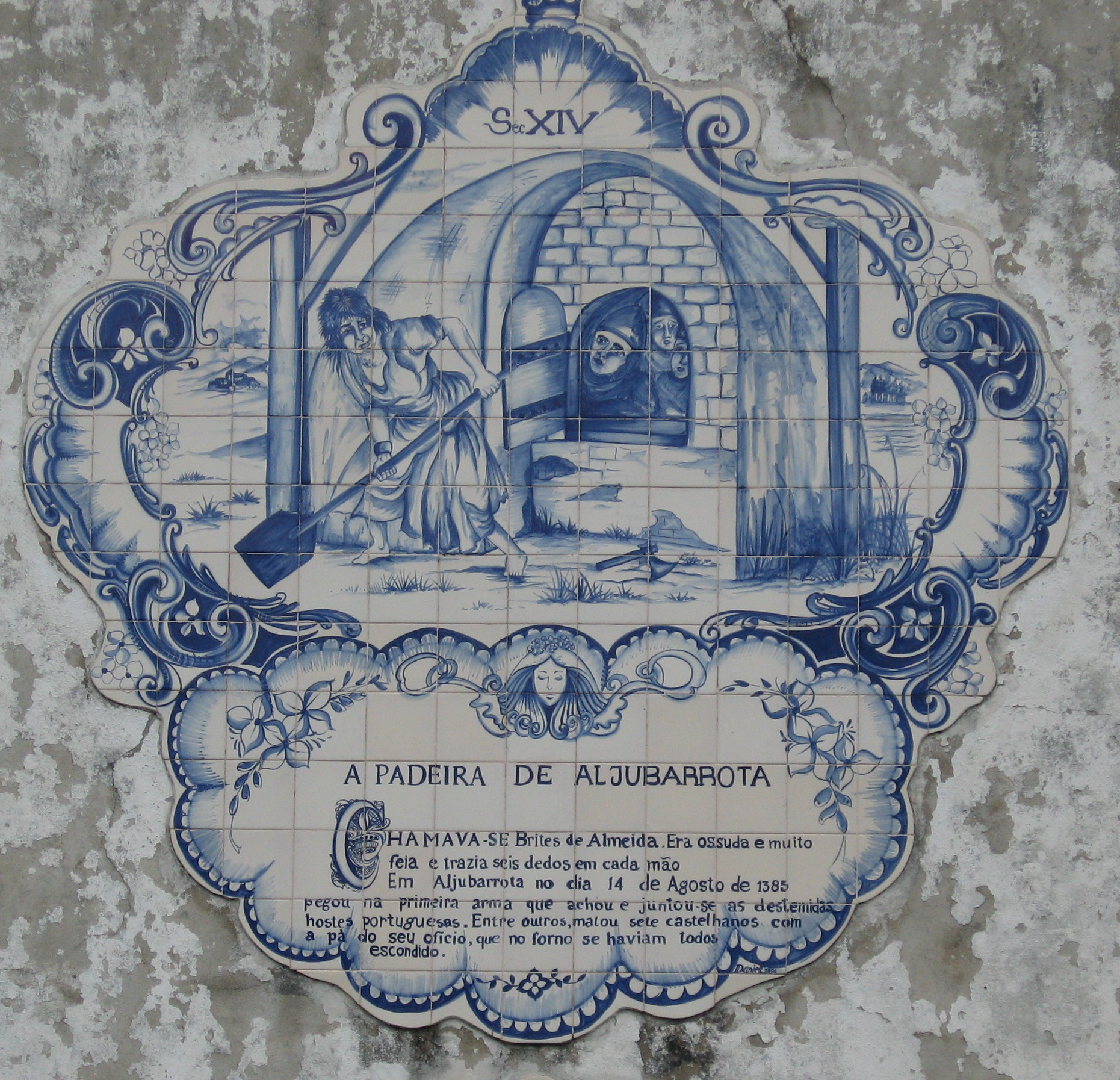
Азулежу, изображающее булочницу из Алжубарроты

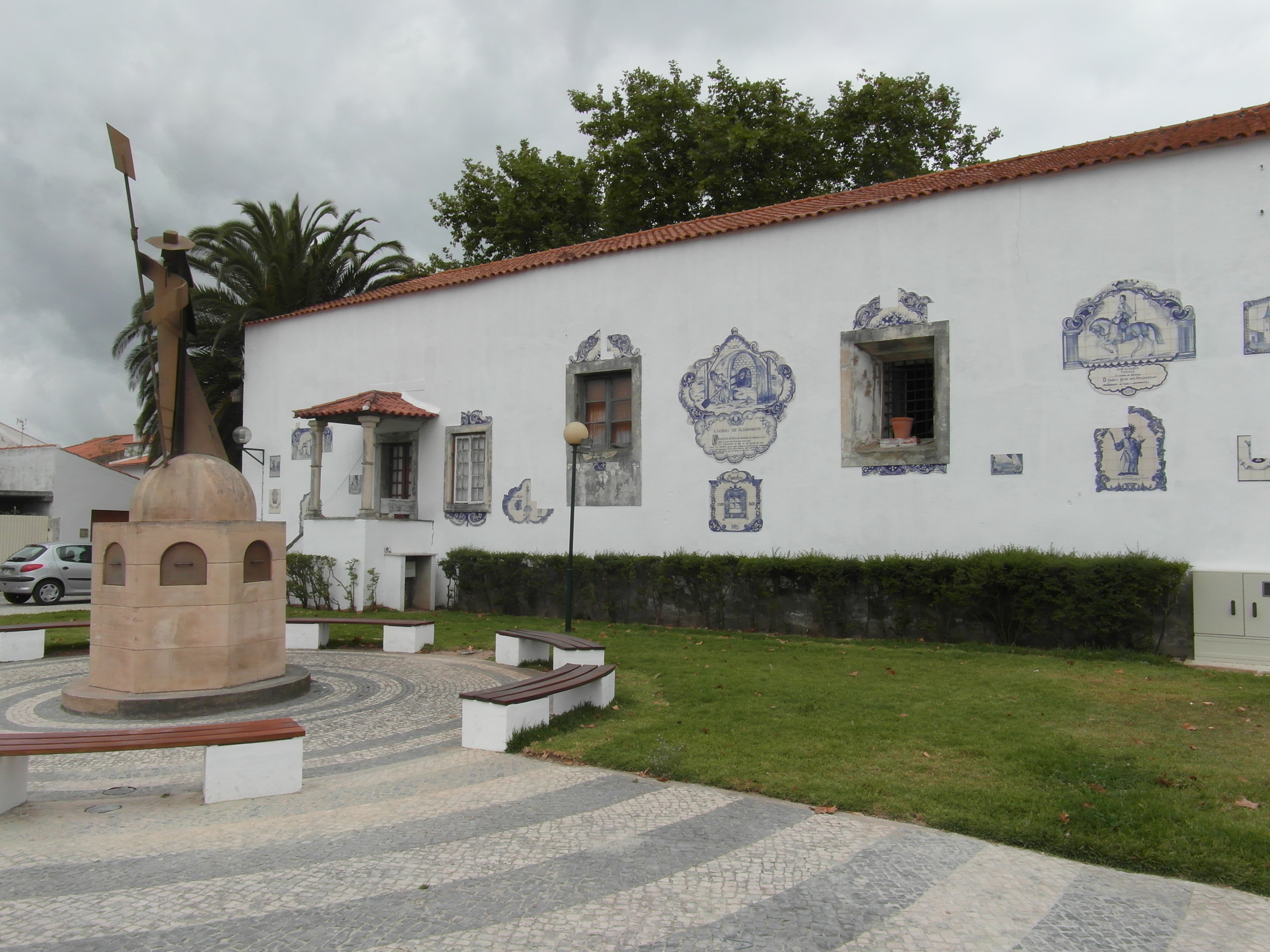
Статуя булочницы в Алжубарроте

Бритеш ди Алмейда (Brites de Almeida) по прозвищу Булочница из Алжубарроты (порт. Padeira de Aljubarrota) — легендарная португальская дева-воительница XIV века, которая, как считается, после битвы при Алжубарроте лопатой убила семерых кастильских воинов.
Родилась приблизительно в 1350 году в городе Фару в небогатой семье владельца таверны и выросла очень некрасивой, но крепкой, отличалась бесстрашием и скандальным поведением. Согласно легенде, на каждой руке у нее было по 6 (по другим сведениям, 8) пальцев. Из-за своей внешности она не могла выйти замуж, и в 26 лет, когда ее родители умерли, она продала доставшееся ей наследство и начала странствовать, торгуя на различных ярмарках. На ее долю пришлось множество приключений, например, побег в Испанию на лодке, которую захватили алжирские пираты и продали Бритеш в качестве рабыни знатному мавру. Однако в конце концов она снова оказалась в Португалии и поселилась в Алжубарроте, где вышла замуж за местного крестьянина, а сама стала владелицей пекарни.
Около Алжубарроты 14 августа 1385 года произошло знаменитое сражение между португальской и кастильской армиями. Немногочисленное войско португальцев при поддержке английских лучников разгромило превосходящие силы кастильцев, которые начали разбегаться с поля боя. Семеро из них спрятались в пустом доме Бритеш, где забрались в большую печь. Когда хозяйка вернулась домой и обнаружила там врагов, то она схватила лопату, которой обычно доставала хлеб из печи, и ею перебила их всех. После этого она с группой других женщин образовали отряд и начали преследовать разбежавшихся по окрестностям кастильцев, безжалостно убивая их.
Ученые спорят о правдивости этой истории, но тем не менее Бритеш ди Алмейда стала народной и фольклорной героиней португальского народа. На гербе фрегезии Празереш-де-Алжубаррота в ее честь изображена лопата.